# Bilal Sidibé
Bilal Sidibé (Nouakchott, 31 dicembre 1978) è un ex calciatore mauritano, di ruolo difensore.

## Carriera
Con 22 presenze all'attivo è attualmente il calciatore che ha giocato più partite ufficiali con la maglia della nazionale mauritana.

## Palmarès

### Club

#### Competizioni nazionali
- Campionato senegalese: 1

Jeanne d'Arc: 2001